# HD126214
HD126214 — хімічно пекулярна зоря спектрального класу A2, що має видиму зоряну величину в смузі V приблизно  8,1.
Вона  розташована на відстані близько 483,2 світлових років від Сонця.